# Christiansburg (Virgínia)
Christiansburg és una població dels Estats Units a l'estat de Virgínia. Segons el cens del 2004 tenia 17.495 habitants.

## Demografia
Segons el cens del 2000, Christiansburg tenia 16.947 habitants, 7.093 habitatges, i 4.766 famílies. La densitat de població era de 470,1 habitants per km².
Dels 7.093 habitatges en un 31,2% hi vivien nens de menys de 18 anys, en un 52,6% hi vivien parelles casades, en un 11,3% dones solteres, i en un 32,8% no eren unitats familiars. En el 27% dels habitatges hi vivien persones soles el 9,5% de les quals corresponia a persones de 65 anys o més que vivien soles. El nombre mitjà de persones vivint en cada habitatge era de 2,35 i el nombre mitjà de persones que vivien en cada família era de 2,86.
Per edats la població es repartia de la següent manera: un 23,8% tenia menys de 18 anys, un 8% entre 18 i 24, un 33,3% entre 25 i 44, un 22,8% de 45 a 60 i un 12,1% 65 anys o més.
L'edat mediana era de 35 anys. Per cada 100 dones de 18 o més anys hi havia 89 homes.
La renda mediana per habitatge era de 40.851$ i la renda mediana per família de 47.428$. Els homes tenien una renda mediana de 35.139$ mentre que les dones 23.398$. La renda per capita de la població era de 19.579$. Entorn del 6,4% de les famílies i el 8,5% de la població estaven per davall del llindar de pobresa.

## Poblacions més properes
El següent diagrama mostra les poblacions més properes.